# فرودگاه بین‌المللی فجیره
فرودگاه بین‌المللی فجیره (به انگلیسی: Fujairah International Airport) یک فرودگاه همگانی با کد یاتا FJR است که یک باند فرود آسفالت دارد و طول باند آن ۳۷۵۰ متر است. این فرودگاه در کشور امارات متحده عربی قرار دارد و در ارتفاع ۴۶ متری از سطح دریا واقع شده‌است.